# Chromatoclothoda nigricauda
Chromatoclothoda nigricauda is een insectensoort uit de familie Clothodidae, die tot de orde webspinners (Embioptera) behoort. De soort komt voor in Peru.
Chromatoclothoda nigricauda is voor het eerst wetenschappelijk beschreven door Edward S. Ross in 1987. Het holotype werd aangetroffen 30 km noordoostelijk van de stad La Merced (Peru) in de regio Junín.